# عبد الرزاق أمان
عبد الرزاق أمان، عضو المجلس التأسيسي الكويتي 1962، وأول رئيس مجلس إدارة للنادي الأهلي الكويتي.

## سيرته
ولد عبد الرزاق سلطان أمان في حي القبلة في مدينة الكويت، انتخب عضوا في المجلس التأسيسي الكويتي والذي فاز بمقعده في انتخابات 1962 عن الدائرة الثامنة - حولي - وحصل علي 391 صوت، وكات ترتيبه الأول، كما أنه أول رئيس مجلس إدارة للنادي الأهلي الكويتي والذي تم تغيره لاحقا الي نادي الكويت الرياضي.